# Henry Akinwande
Henry Akinwande (nacido el 12 de octubre de 1965 en Londres, Inglaterra) es un boxeador profesional del peso pesado que llegó a ser campeón del mundo para la Organización Mundial de Boxeo.

## Biografía
Como boxeador aficionado formó parte de un club aficionado llamado Lynn en Walworth, en el sureste de Londres. Fue campeón del peso pesado de la ABA en 1988 y 1989, batiendo entre otros al futuro campeón de la Organización Mundial de Boxeo, Herbie Hide. Representó al Reino Unido en la división peso pesado en los Juegos Olímpicos de Seúl 1988.
- 1986 ABA 2º puesto en peso pesado
- 1987 ABA 2º puesto en peso pesado
- 1988 ABA campeón en peso pesado
- 1988 representó al Reino Unido en los Juegos Olímpicos de Seúl 1988, perdió a los puntos ante el neerlandés Arnold Vanderlyde.
- 1989 ABA campeón en peso pesado derrotando a Herbie Hide.

Hizo su debut profesional en 1989 ante Carlton Headley en Londres y ganó sus primeros 18 combates antes de disputar el título europeo del peso pesado en Berlín, Alemania ante Axel Schulz en 1992. El combate terminó en empate tras 12 asaltos. En 1996 se enfrentó a Jeremy Williams por el título de la Organización Mundial de Boxeo, que había dejado vacante Riddick Bowe, y ganó después de que el árbitro parara el combate en el tercer asalto. Defendió el título en dos ocasiones ante Alexander Zolkin y Scott Welch.